# Испани
Испа̀ни (на италиански: Ispani) е село и община в Южна Италия, провинция Салерно, регион Кампания. Разположено е на 256 m надморска височина. Населението на общината е 1017 души (към 2010 г.).